# 6-й Северокаролинский пехотный полк
6-й Северокаролинский пехотный полк (6th North Carolina Infantry Regiment) — представлял собой один из пехотных полков армии Конфедерации во время Гражданской войны в США. Он так же известен, как «Sixth North Carolina State Troops» (сокращенно «6th NCST»).

## Формирование
Полк был сформирован в Кэмп-Элеманс (Северная Каролина) в мае 1861 года. Его роты были набраны в округах Мекленберг, Оранж, Берк, Катоба, Макдауэлл, Митчелл, Йенси, Элеманс, Рован, Уэйк, Кэсвелл и Чэтам. 23 мая командиром полка стал полковник Фишер, а подполковником до 11 июля был У. Т. Дортч. 3 июля 1861 года полк был принял на службу в Армию Конфедерации. В те же дни, 7 июля, умер губернатор Северной Каролины, Джон Эллис, и 6-й северокаролинский выполнял роль почётной стражи на его похоронах.

## Ротный состав
На момент формирования полк имел следующий ротный состав:
- Рота А. «Jackson Rangers», капитан Маккини (6 июня он стал полковником 15-го северокаролинского, и его место занял капитан С. Киркланд)
- Рота В «Flat River Guards», капитан Р.Уэбб (11 июля он стал майором полка и его место занял первый лейтенант Пэрриш)
- Рота С «Orange Greys», капитан У. Фриланд
- Рота D, капитан С. Тейт
- Рота Е, капитан Исаак Эвери
- Рота F «Hawfield River Boys», капитан Уилсон
- Рота G, капитан Крэйг
- Рота Н «Caswell Boys», капитан Митчелл
- Рота I «Cedar Fork Rifles», капитан Йорк
- Рота К «Flat Bottom Boys», капитан Лэ

## Боевой путь
8 июля 1861 года роты полка были направлены разными путями к Ричмонду и прибыли на место к вечеру 12 июля. В тот же день полк был переправлен к Винчестеру, куда прибыл 15 июня, а 16 июня был включён в 3-ю бригаду Армии Шенандоа, которой командовал генерал Бернард Би. 18 июля полк получил приказ идти к Манассасу, и прибыл на место в 08:00 21 июля. В тот же день началось Первое сражение при Булл-Ран и бригада генерала Би (на тот момент в ней было три полка) была направлена на помощь бригаде Эванса на холме Мэтьюз. Полк принял участие в боях за холм Мэтьюз, а затем отступал к холму Генри, где участвовал в бою за холм Генри. В этом бою, во время атаки на федеральную батарею Рикеттса, погиб полковник Чарльз Фишер. Позже в его честь был назван Форт Фишер. При Булл-Ране полк потерял 23 человека убитыми и 50 ранеными.
25 июля 1861 года армия Шенандоа была реорганизована и в итоге 6-й северокаролинский попал в 3-ю бригаду II корпуса Потомакской армии. Этой бригадой командовал генерал Уильям Уайтинг. 15 августа командиром полка стал Уильям Дурси Пендер, который возглавлял полк до весны 1862 и командовал им во время сражения при Севен-Пайнс. После сражения полковник Пендер стал бригадным генералом, а Исаак Эвери стал подполковником, а через две недели, 18 июня, Эвери было присвоено звание полковника 6-го северокаролинского. Командование бригадой весной 1862 года перешло к Эвандеру Лоу.
Эвери командовал полком в начале Семидневной битвы, но был ранен в сражении при Гэинс-Милл и сдал командование майору Роберту Уэббу. Всего в ходе кампании на полуострове полк потерял 115 человек.
В августе полк числился с бригаде Эвандера Лоу, в дивизии Джона Худа. Он участвовал в Северовирджинской кампании и во фланговой атаке дивизии Худа во втором сражении при Бул-Ране, где полк потерял 147 человек. В ходе мерилендской кампании полк принимал участие в сражении при Энтитеме. В момент, когда федеральная «Железная бригада» почти прорвала позиции южан, бригаду Лоу и техасскую бригаду бросили на ликвидацию прорыва. Бригада Лоу наступала правее техасской бригады, а 6-й северокаролинский полк занимал правый фланг бригады. Им удалось остановить и заставить отступать федеральную бригаду Джорджа Хартсуффа. Всего в ходе мерилендской кампании полк потерял 125 человек. В ходе боя майор Уэбб был тяжело ранен в руку, а капитан Самуэль Тэйт был ранен в шею.
В сражении при Фредериксберге полк активно не действовал, и потерял всего 25 человек. После сражения бригада Лоу была переформирована. Часть алабамских полков была сведена в алабамскую бригаду Лоу, а северокаролинские полки свели в отдельную бригаду, командование которой принял Роберт Хук. Бригада вошла в состав дивизии Джубала Эрли и весной 1863 году участвовала в сражении при Чанселорсвилле, где обороняла высоты Мари. Исаак Эвери вернулся в строй, и командовал полком при Чанселорсвилле, где был ранен, и командование полком перешло к майору Самуэлю Тэйту. В сражении был ранен бригадный генерал Хук.
В начале геттисбергской кампании Исаак Эвери командовал всей бригадой, а Самуэль Тейт — 6-м северокаролинским полком. Бригада участвовала во втором сражении при Винчестере, где поддерживала атаку луизианских тигров на Яблочном хребте. Днем 1 июля 1863 года бригада (в размере трех полков) прибыла на поле боя под Геттисбергом, но не была введена в бой в первый день. Вечером 2 июля бригада поддерживала атаку луизианских тигров на Кладбищенский хребет; 6-й северокаролинский шел на крайнем правом фланге бригады. Полк атаковал позиции федеральной бригады Фон Гилса и сумел подняться на вершину Кладбищенского холма.
Майор Тейт писал в рапорте: «75 северокаролинцев из 6-го полка и 12 луизианцев из бригады Хайса взобрались на стены и установили знамёна 6-го северокаролинского и 9-го луизианского над орудиями. Наступила темнота. Противник держался с невиданным ранее упорством, но мы расчистили себе путь штыками, прикладами, саблями, пистолетами и кусками камней, и заставили орудия замолчать». Историк Гарри Пфанц обращал внимание на то, что рапорты федеральных офицеров не подтверждают рапорт Тейта. Северяне пишут, что противник действительно атаковал батарею Уилдрича и ворвался на её позицию, однако пробыл там совсем недолго. Историк Бредли Готтфрид считал, что 6-й северокаролинский продержался на холме 15 или 20 минут и стал отступать, когда стало ясно, что подкреплений не последует.
После завершения кампании бригада была направлена в Северную Каролину и вернулась в Вирджинию только весной 1864 года. Она не участвовала в битве в Глуши, и воссоединилась с дивизией Эрли только 21 мая, уже после сражения при Спотсильвейни. Она была задействована в сражении при Колд-Харбор, где бригадой командовал подполковник Уильям Льюис, а полком — майор Тейт.

## Знамя полка
Знамя 6-го северокаролинского сшила из шелка Кристина Фишер, сестра первого командира полка, полковника Чарльза Фишера. После войны полковник Тейт передал ей знамя. В письме Тейт писал, что этот флаг никогда не был «осквернен прикосновением врага», и что это был единственный флаг, который был поднят на Кладбищенском холме во время сражения при Геттисберге. В настоящий момент флаг находится в экспозиции Северокаролинского исторического музея в городе Роли.